# Erythronium hendersonii
Erythronium hendersonii är en liljeväxtart som beskrevs av Sereno Watson. Erythronium hendersonii ingår i Hundtandsliljesläktet och i familjen liljeväxter. Inga underarter finns listade.

## Bildgalleri

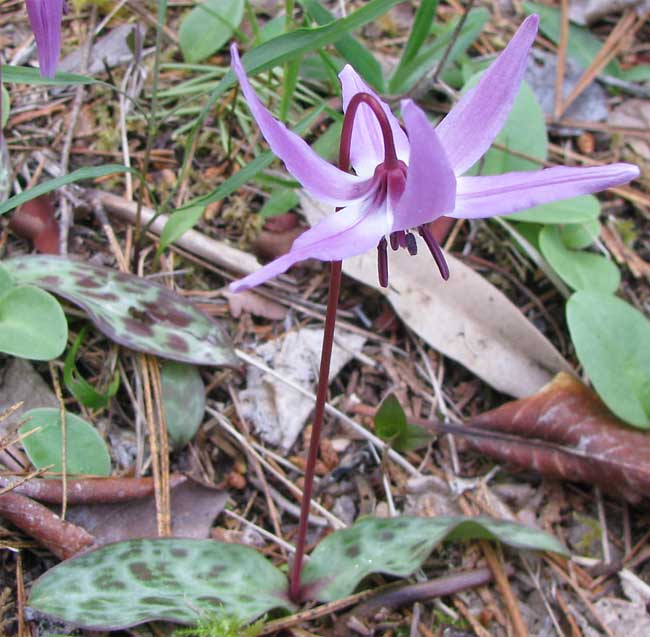
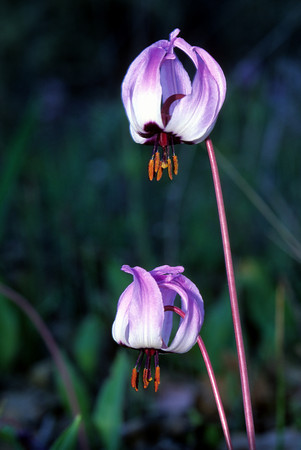
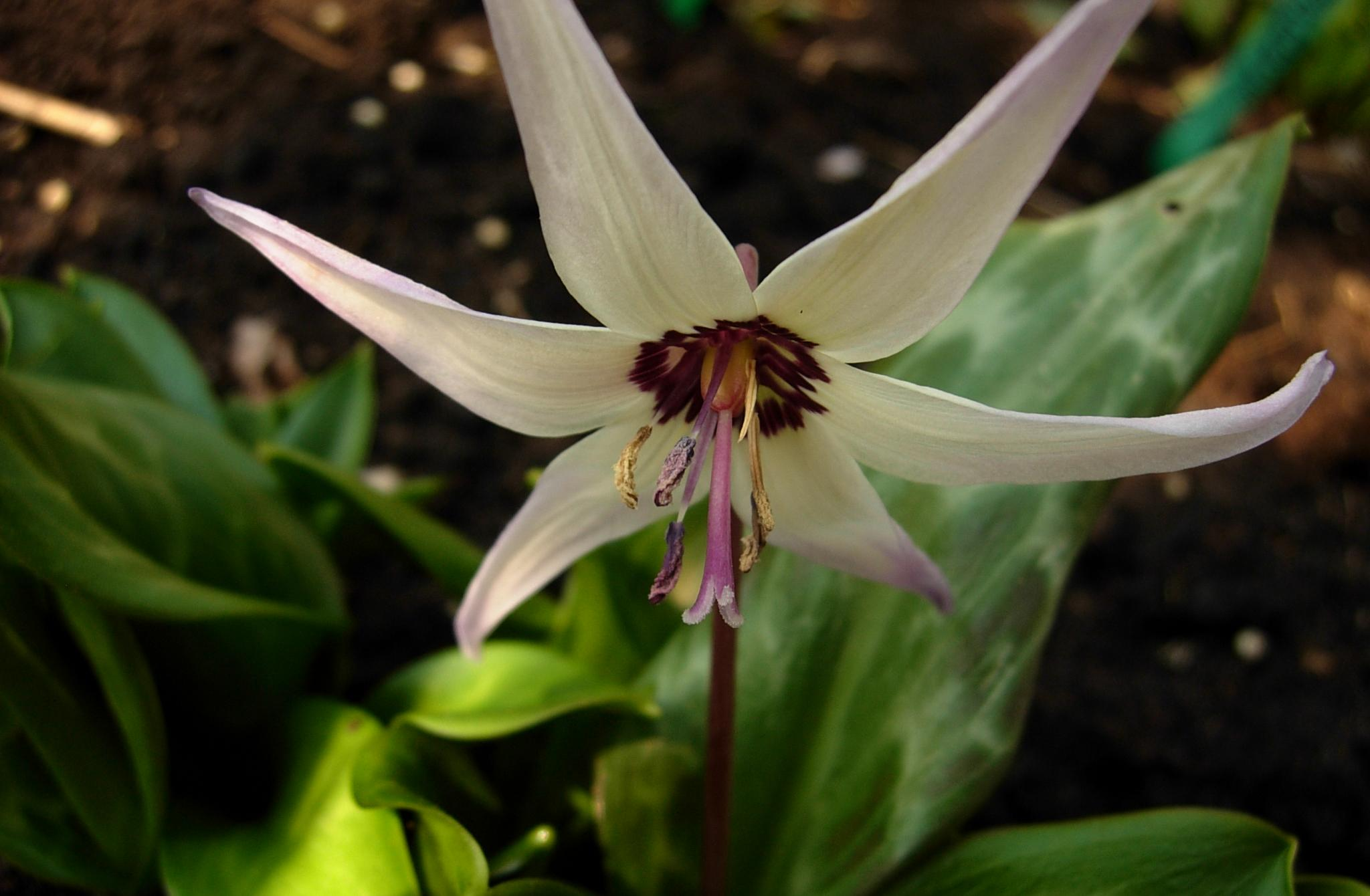
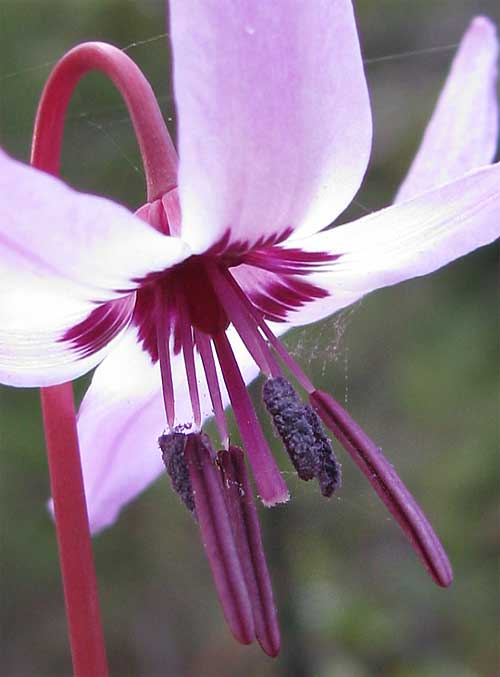